# Slaget vid Stormberg
Slaget vid Stormberg var ett fältslag under andra boerkriget då en brittisk styrka om 2 500 man infanteri med artilleri under generallöjtnant Gatacre natten till 10 december 1899 blev överraskad vid järnvägsknuten Stormberg i Kapkolonin nordväst om Stormbergen av en boerstyrka med omkring 1 500 man under general Olivier. Engelsmännen blev i grund slagna.